# Oltenița
Oltenița este un municipiu în județul Călărași, Muntenia, România. Are o populație de 22.624 locuitori (2021). Localitatea reprezintă al doilea centru urban ca mărime și importanță a județului Călărași (după reședința de județ) și este port la Dunăre.

## Etimologie
Ovid Densușianu deduce etimologic cuvântul Oltenița din bulgărescul ot devlnița - piatră de hotar. Otdevlnița a evoluat lent spre Oltenița, păstrându-se mult timp și această pronunție: Otdevlnița.

## Așezare
Oltenița se află pe malul stâng al Dunării, la vărsarea râului Argeș în fluviu și este așezată în Lunca Dunării, în dreptul kilometrului 430, în aval de confluența Dunării cu râul Argeș. Este punctul terminus al șoselei naționale DN4, care o leagă de București. La Oltenița, din acest drum se ramifică șoselele naționale DN31, care duce spre est la Călărași și DN41 care duce spre vest la Giurgiu. De București orașul este legat și prin calea ferată București-Oltenița.

## Istorie
În nordul orașului au fost găsite urme ale culturii Gumelnița. Se presupune că cetatea din timpul romanilor numită Daphne, care în timpul împăratului bizantin Constantin cel Mare a devenit Constantiola sau Constantiana Daphne, s-a aflat tot în zona orașului. Așezarea Daphnes e amintită de către Procopius, Daphne însemnând laur (nimfa iubită de Apollon). Ea a mai fost numită „Constantiola” de Grigore Tocilescu și „Constantiniana” de Vasile Pârvan. Toate informațiile vechi plasează cetatea Daphnes la confluența Dunării cu râul Argeș.

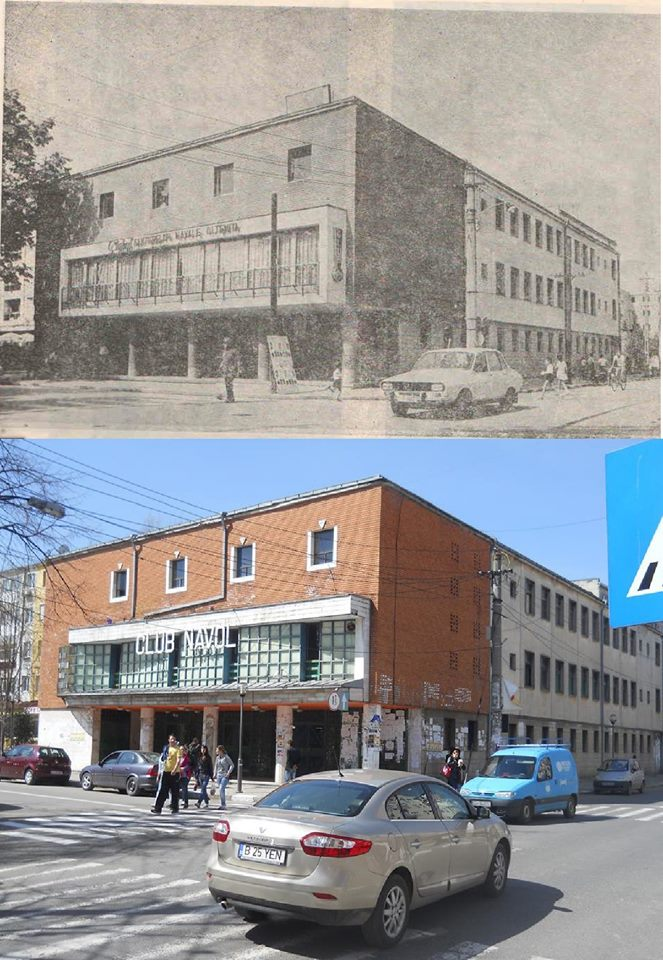
Clubul SNO

În timpul împăratul roman Valens 367 d.Hr., care, ca să se războiască cu regele goților Atanaric, a trecut Dunărea pe la cetatea Daphnes (Oltenița), datorită lățimii mici a Dunării (750 m), dar neîntâlnindu-l se întoarce. Atunci a fost consemnat locul, nu denumirea de Oltenița.
În 1742, pământurile din zona Olteniței erau în proprietatea postelnicului Constantin Alexeanu. După o vânzare succesivă la opt proprietari, în anul 1830 Oltenița devine proprietatea stolnicului Radu Cernescu. De la acesta, "Oltenița toată și împrejurimile ei" sunt cumparate de câtre prințul Alexandru Dimitrie Ghica. În 1852 o delegație din Ulmeni, Chiselet, Chirnogi, Radovanu și Căscioarele se adresează prințului Alexandru Dimitrie Ghica rugându-l să le aprobe înființarea unui oraș slobod de dări, vânzându-le o parte din moșia sa. Oltenița se înființează la 23 aprilie 1853, având 750 de locuitori. Tradiția din Oltenița păstrează proveniența numelui de la Oltean Niță (un înstărit hangiu din localitate) pe fosta stradă Cuza Vodă unde trageau cărătorii maglelor de sare și chirigii de cereale la hanul său cu mâncăruri și vinuri bune. Îndemnul cu care se arăta direcția către han era „Hai la Oltean-Niță, hai la Oltealniță, Oltenița!”. Ioniță Popescu zis Oltean Niță s-a născut în 1814 și a murit în 1884. (Al. Mărculescu, 1932)
La sfârșitul secolului al XIX-lea, Oltenița avea statut de comună urbană, având 4727 de locuitori ce trăiau în 754 de case. În oraș existau două biserici, două școli primare de băieți având în total 208 elevi, o școală primară de fete, spitalul „Regina Elisabeta” având 18 paturi, o fabrică de apă gazoasă și două hoteluri. Orașul avea statut de reședință a plășii Oltenița din județul Ilfov. La acea vreme, pe teritoriul actual al municipiului, funcționa în aceeași plasă Oltenița și comuna Oltenița Rurală (Oltenița Veche), comună rurală, aflată la nord de oraș. Comuna era formată numai din satul de reședință, cu o populație totală de 1804 locuitori ce trăiau în 316 case și 8 bordeie. În comuna Oltenița Rurală existau o biserică cu hramul „Sfântul Nicolae”, o școală mixtă cu 27 de elevi și o moară cu aburi.
Anuarul Socec din 1925 consemnează pentru Oltenița același statut de comună urbană reședință a plășii Oltenița, și o populație de 6341 de locuitori. Comuna Oltenița Rurală avea în compunere satele Oltenița Rurală și Atârnați, cu 2600 de locuitori. În 1931, Oltenița Rurală a devenit comună suburbană a comunei urbane Oltenița. După aceea, comuna Oltenița Rurală a fost desființată, satul Oltenița Rurală fiind el însuși comasat cu localitatea urbană Oltenița.
În 1950, Oltenița a căpătat statut de oraș raional și reședință a raionului Oltenița din regiunea București, statut ce s-a păstrat până în 1968, când a redevenit oraș component al județului Ilfov (reînființat). În 1981, o reorganizare administrativă regională a dus la transferarea orașului la județul Călărași. Orașul a primit statutul de municipiu în 1997.

## Demografie
Componența etnică a municipiului Oltenița
     Români (84,79%)
     Romi (3,58%)
     Alte etnii (0,19%)
     Necunoscută (11,43%)
Componența confesională a municipiului Oltenița
     Ortodocși (86,83%)
     Alte religii (1,08%)
     Necunoscută (12,08%)
Conform recensământului efectuat în 2021, populația municipiului Oltenița se ridică la 22.624 de locuitori, în scădere față de recensământul anterior din 2011, când fuseseră înregistrați 24.822 de locuitori. Majoritatea locuitorilor sunt români (84,79%), cu o minoritate de romi (3,58%), iar pentru 11,43% nu se cunoaște apartenența etnică. Din punct de vedere confesional, majoritatea locuitorilor sunt ortodocși (86,83%), iar pentru 12,08% nu se cunoaște apartenența confesională.
Date: Recensăminte sau birourile de statistică - grafică realizată de Wikipedia

## Politică și administrație
Municipiul Oltenița este administrat de un primar și un consiliu local compus din 19 consilieri. Primarul, Mihăiță-Constantin Beștea[*], de la Partidul Social Democrat, este în funcție din 1 noiembrie 2024. Începând cu alegerile locale din 2024, consiliul local are următoarea componență pe partide politice:

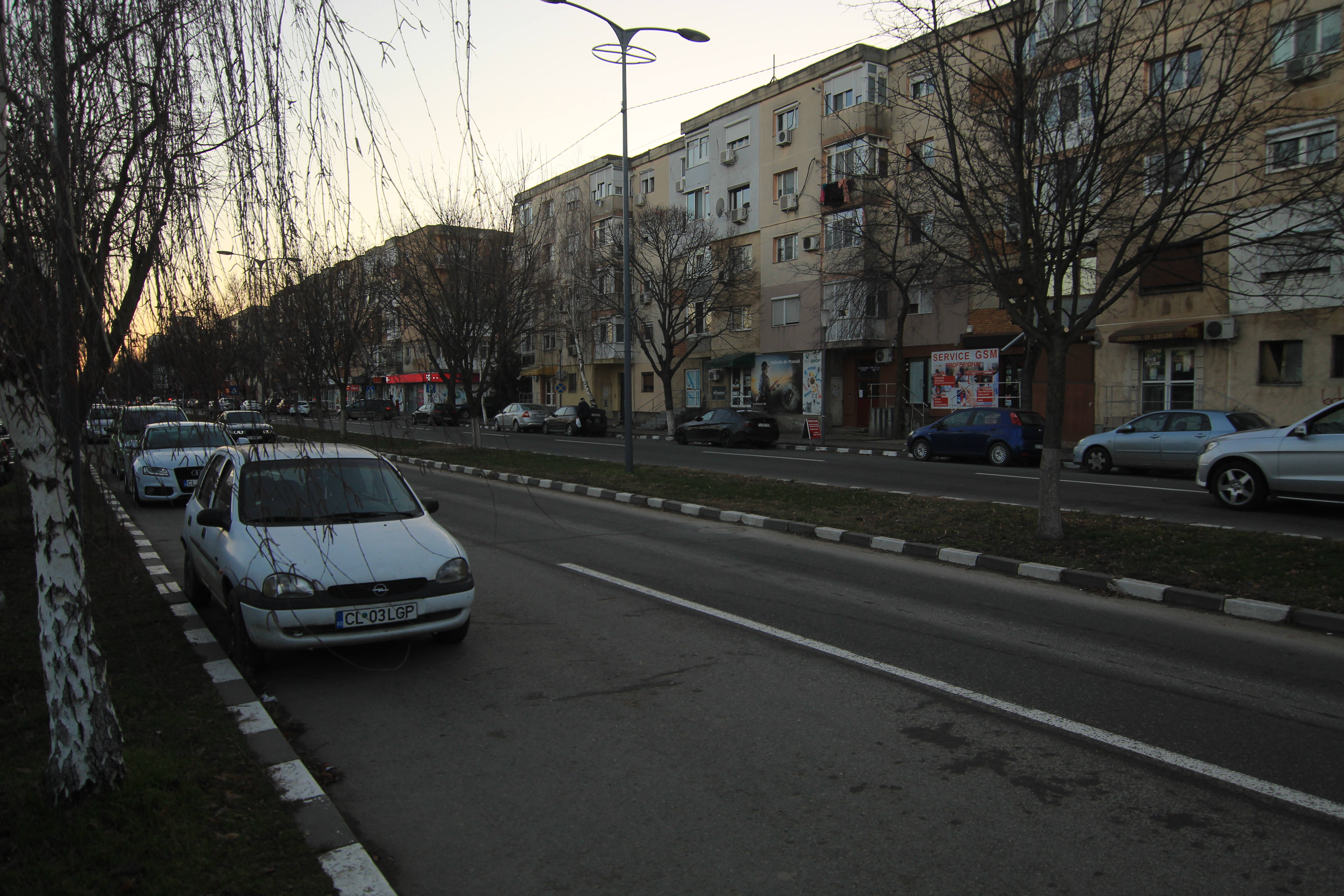
Bulevardul Republicii

|  | Partid                          | Consilieri | Componența Consiliului | Componența Consiliului | Componența Consiliului | Componența Consiliului | Componența Consiliului | Componența Consiliului | Componența Consiliului | Componența Consiliului | Componența Consiliului | Componența Consiliului | Componența Consiliului | Componența Consiliului | Componența Consiliului |
|  | ------------------------------- | ---------- | ---------------------- | ---------------------- | ---------------------- | ---------------------- | ---------------------- | ---------------------- | ---------------------- | ---------------------- | ---------------------- | ---------------------- | ---------------------- | ---------------------- | ---------------------- |
|  | Partidul Social Democrat        | 13         |                        |                        |                        |                        |                        |                        |                        |                        |                        |                        |                        |                        |                        |
|  | Partidul Național Liberal       | 5          |                        |                        |                        |                        |                        |                        |                        |                        |                        |                        |                        |                        |                        |
|  | Alianța pentru Unirea Românilor | 1          |                        |                        |                        |                        |                        |                        |                        |                        |                        |                        |                        |                        |                        |

## Monumente istorice

Câmpul de luptă de la Oltenița cu monumentul ofițerilor și soldațiilor căzuți

La Oltenița se află situl arheologic de interes național „Gumelnița” aflat la 3 km nord-est de oraș, unde s-au găsit urmele unei așezări eneolitice aparținând culturii Gumelnița.
În rest, alte treisprezece obiective din oraș sunt incluse în lista monumentelor istorice din județul Călărași ca monumente de interes local. Trei dintre ele sunt alte situri arheologice — situl de la „Valea Mare” și cel de la „Coada Lupului” (la 3 km de oraș, în stânga căii ferate) conțin urmele a câte o așezare din perioada Latène; iar situl de la „Renie” cuprinde urmele unei alte așezări eneolitice, atribuită culturii Cernavodă I.
Opt monumente sunt clasificate ca monumente de arhitectură: turnul de apă (începutul secolului al XX-lea); liceul (1919); policlinica (1926); hotelul Victoria (1900); casa Bărbulescu (începutul secolului al XX-lea); muzeul de arheologie (1925); ansamblul bisericii „Sfântul Nicolae” (1872), format din biserica propriu-zisă datând din 1856 și o cruce de piatră datând din 1872, aflată în curtea bisericii și clasificată ca monument memorial și funerar; și moara Dunărea (1913). Alte două monumente sunt clasificate ca monumente memoriale sau funerare — monumentul eroilor din Primul Război Mondial ridicat în 1930; și monumentul soldaților ruși căzuți în Războiul Crimeei, ridicat în 1853.

## Economie
Funcțiunea de bază a localității este cea de port la Dunăre, la care s-a adăugat în timp și cea industrială (construcții și reparații de motonave, vase fluviale pentru călători, remorchere, șlepuri ș.a., turnătorie, fabrică de mobilă, elemente prefabricate pentru construcții, industrie alimentară și ușoară, etc.), aici funcționând  Șantierul Naval Oltenița, până în 2006 când a intrat în faliment.

## Personalități
- Alice Săvulescu (1905 - 1970), botanistă, membră a Academiei Române;
- Nicolae Oblu (1912 - 1995), medic neurochirurg, profesor universitar la Facultatea de Medicină din Iași
- Corado Negreanu (1925 - 1993), actor de teatru și film;
- Victor Teodorescu (n. 1925), pentatlonist;
- Ion Iliescu (1930 - 2025), politician, fondator și fost președinte al PSD, primul președinte al României după căderea dictaturii comuniste
- Dan Puican (1933 - 2021), actor regizor, soțul actriței Stela Popescu
- Cristian Sima (n. 1961), om de afaceri, doctor în matematică;
- Gabriela Cristea (n. 1974), prezentatoare de televiziune și realizatoare de programe TV.